# 拜仁慕尼黑足球俱乐部二队
拜仁慕尼黑二队（德語：FC Bayern München II）是德国拜仁慕尼黑足球俱乐部的一支预备队。该队目前为德国足球丙级联赛的参赛球队，他们是从2008年获得参加首届德丙的资格，并一直保持在第3级别联赛（德国所允许预备队晋升的最高级别）之中。德丙建立之前，拜仁二队从1994年至2008年都在参加当时的第3级别联赛——地区联赛南区的比赛。每个赛季拜仁二队都至少能获得联赛中游位置，并曾在2004年赢得过冠军。

## 纵览
拜仁二队建立的主旨是为拜仁青年队的球员在进入一线队前提供实际赛事的平台。球员构成主要是年龄介乎于18至23岁间富潜力的年轻球员，搭配少数富有比赛经验的一线队员或老队员以提供经验。
拜仁二队曾多次参加德国杯，甚至曾有过在这项赛事中与拜仁一线队对垒的经历，那是1977年的第四轮，拜仁二队以3比5败北。拜仁二队最后一次参加德国杯是在2004/05赛季，当时他们进入了四分之一决赛。但从2008年起，预备队不再被允许参加这项赛事。1983和1987年，拜仁二队曾两次进入德国业余锦标赛的决赛，但都分别以0比2负于洪堡08和1比4负于杜伊斯堡，与冠军失之交臂。

## 历史
2005年之前，拜仁慕尼黑二队被称为拜仁慕尼黑业余队。拜仁业余队在1956年首次参加巴伐利亚州顶级联赛——巴伐利亚业余联赛，他们是在赢得巴伐利亚乙级联赛的冠军后实现晋级的。 升级后的首个赛季拜仁业余队位列积分榜中游，1957/58赛季更是以2分之差不敌同城对手瓦克慕尼黑而屈居亚军。1960/61赛季拜仁业余队重复了这一结果，冠军则换成慕尼黑1860业余队。1963年，德国联赛系统发生重大改变，该赛季拜仁业余队成绩下滑，错过了晋升新成立的第3级别巴伐利亚业余联赛的机会。他们当时以第七名完成赛事，却发现自己下赛季只能身处新的第4级联赛——巴伐利亚州级联赛。

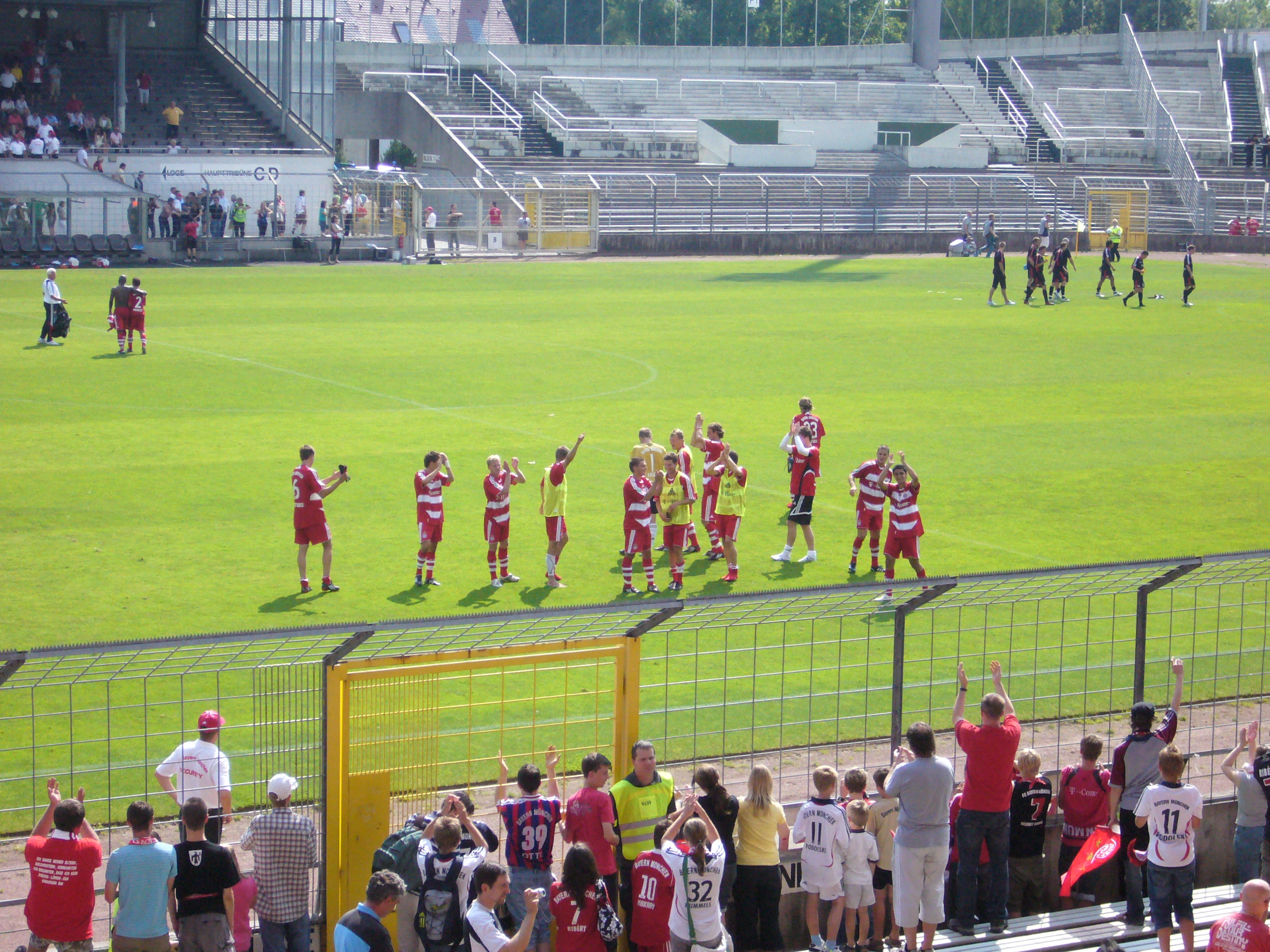
拜仁二队在绿森林体育场庆祝比赛胜利（2008年）

拜仁业余队用了4年时间重返巴伐利亚州顶级联赛，期间每年的成绩逐步上升，并在1966/67赛季获得南区头名，得以晋级回到巴伐利亚联赛。 拜仁业余队在新联赛的开局良好，首个赛季便获得第4，但随后下跌，并于1971年再次降级。 这次拜仁业余队只用了两年时间，于1973年又再重返第3级联赛。
在接下来的21个赛季，拜仁业余队都维持在巴伐利亚联赛中，从未间断。然而在这21个赛季内，球队亦从来没有赢得过联赛冠军，也未曾获得过晋级资格。这个时期球队没有某赛季的表现特别差，只有1982年较为接近降级区，其余多数赛季都能保证积分榜的上游，并在1983年、1984年和1987年共3次获得联赛亚军。
1994年，德国足协成立了新的第3级联赛——地区联赛南区，拜仁业余队轻松获得参赛资格。此后拜仁业余队也长期参与了这个级别联赛，直到2008年德丙联赛成立。在大多数赛季位居积分榜中游后，拜仁业余队终于在2004年赢得其30年来的首个地区联赛冠军。但由于球队已处于足协所允许的预备队最高参赛的级别中，拜仁业余队无法升入德乙联赛，只能继续留在地区联赛中。2005年，德国所有俱乐部都将其预备队的“业余队”改为“二队”，拜仁业余队也由此成为了拜仁二队。
2008年，德丙联赛成立，地区联赛南北两个赛区的前十名可直接晋级，拜仁二队在该赛季获得南区第8名，得以顺利晋级。2009/10赛季，拜仁二队是连续第38次出征第三级别联赛，能与之媲美的只有云达不莱梅二队，他们是连续第35次参赛。

## 主场
拜仁慕尼黑二队的主场设于慕尼黑的绿森林体育场，这也是拜仁俱乐部在1972年慕尼黑奥林匹克体育场建成前的主场。

## 球员

### 2023-24赛季阵容
根据德国足协的竞赛规则，只有在赛季（7月1日至6月30日）期间年龄不超过23岁（U23）的球员才可以在持牌俱乐部的二队上场。这意味着只有2000年7月1日或之后出生的球员才有资格参加2023-24赛季巴伐利亚地区联赛。此外，规则也允许最多三名超龄球员同时上场。若球员属于U-19梯队的高龄组（2005年度出生）或年满18岁，则有资格参加比赛。出于人才发展的原因，U-19梯队低龄组（2006年度出生）的年轻球员也有资格在特殊情况下参加比赛。
最後更新：2023年9月1日 
註釋：國旗表示球員在國際足聯資格規則定義的國家隊。球員可能擁有一個以上非國際足聯國籍。
| 號碼 |          | 位置 | 球員                    |
| ---- | -------- | ---- | ----------------------- |
| 1    | 德国     | 门将 | 里奇·许尔斯曼1          |
| 2    | 德国     | 后卫 | 马克斯·肖尔泽U19        |
| 3    | 瑞典     | 后卫 | 马特奥·佩雷兹·温勒夫U19 |
| 5    | 克罗地亚 | 后卫 | 加布里埃尔·马鲁西奇     |
| 6    | 德国     | 中场 | 亚历山大·帕夫洛维奇     |
| 7    | 德国     | 前锋 | 马克西米利安·瓦格纳     |
| 8    | 克罗地亚 | 中场 | 洛夫罗·兹沃纳雷克U19    |
| 9    | 德国     | 前锋 | 卢卡斯·科帕多           |
| 10   | 德国     | 中场 | 蒂莫·克恩超龄（队长）   |
| 11   | 科索沃   | 前锋 | 迪翁·贝里沙             |
| 12   | 德国     | 后卫 | 贝内迪克特·维默尔U19    |
| 13   | 德国     | 后卫 | 弗兰斯·克雷齐希         |
| 14   | 日本     | 中场 | 福井太智                |
| 15   | 德国     | 后卫 | 安格洛·布吕克纳         |
| 16   | 德国     | 中场 | 卢卡·登克               |

| 號碼 |            | 位置 | 球員                      |
| ---- | ---------- | ---- | ------------------------- |
| 17   | 阿尔及利亚 | 中场 | 尤尼斯·艾塔默             |
| 18   | 德国       | 门将 | 本亚明·巴里斯U19          |
| 19   | 德国       | 中场 | 达维德·德勒巴             |
| 20   | 德国       | 后卫 | 文森特·马努巴U19          |
| 21   | 德国       | 中场 | 诺埃尔·阿塞科·尼基利U19   |
| 23   | 德国       | 门将 | 曼努埃尔·凯因茨           |
| 24   | 德国       | 中场 | 莱昂·福斯特               |
| 25   | 德国       | 后卫 | 拉雷什·干尼亚             |
| 26   | 德国       | 后卫 | 史蒂夫·布赖特克罗伊茨超龄 |
| 27   | 卢森堡     | 前锋 | 达维·约纳坦斯             |
| 28   | 德国       | 中场 | 莫里茨·莫桑德尔           |
| 34   | 贝宁       | 前锋 | 德西雷·塞日比超龄         |
| 36   | 德国       | 后卫 | 塔雷克·布赫曼1/U19        |
| —    | 德国       | 门将 | 卢卡斯·施内勒             |
| —    | 土耳其     | 中场 | 于普·艾丁                 |
| —    | 澳大利亚   | 前锋 | （Nestory Irankunda）     |

1：球员同时在一线队注册
U19：球员仍有资格代表U19梯队作赛（2005年或之后出生）
超龄：超龄球员

## 荣誉
- 联赛
  - 南部地区联赛冠军（第3级别）：2004
  - 巴伐利亚乙级业余联赛（英语：2nd Amateurliga Bayern）冠军（第4级别）：1956
  - 巴伐利亚州级联赛南区冠军（第4级别）：1967、1973
  - 巴伐利亚地区联赛冠军（第4级别）：2014、2019
  - 德国足球丙级联赛冠军（第3级别）：2020

- 杯赛
  - 巴伐利亚杯（德语：Bayerischer Toto-Pokal）冠军：2002
  - 上巴伐利亚杯冠军：1995、2001、2002

## 近年成绩
| 赛季    | 联赛             | 级别 | 名次 | 杯赛   |
| 1994–95 | 南部地区联赛     | III  | 7    | 八强   |
| 1995–96 | 南部地区联赛     | III  | 13   | 第一圈 |
| 1997–97 | 南部地区联赛     | III  | 8    | DNQ    |
| 1997–98 | 南部地区联赛     | III  | 6    | DNQ    |
| 1998–99 | 南部地区联赛     | III  | 8    | DNQ    |
| 1999–00 | 南部地区联赛     | III  | 5    | DNQ    |
| 2000–01 | 南部地区联赛     | III  | 9    | DNQ    |
| 2001–02 | 南部地区联赛     | III  | 10   | DNQ    |
| 2002–03 | 南部地区联赛     | III  | 4    | 第一圈 |
| 2003–04 | 南部地区联赛     | III  | 1    | DNQ    |
| 2004–05 | 南部地区联赛     | III  | 6    | 八强   |
| 2005–06 | 南部地区联赛     | III  | 11   | DNQ    |
| 2006–07 | 南部地区联赛     | III  | 8    | DNQ    |
| 2007–08 | 南部地区联赛     | III  | 8    | DNQ    |
| 2008–09 | 丙级联赛         | III  | 5    | —      |
| 2009–10 | 丙级联赛         | III  | 8    | —      |
| 2010–11 | 丙级联赛         | III  | 20   | —      |
| 2011–12 | 南部地区联赛     | IV   | 14   | —      |
| 2012–13 | 巴伐利亚地区联赛 | IV   | 2    | —      |
| 2013–14 | 巴伐利亚地区联赛 | IV   | 1    | —      |
| 2014–15 | 巴伐利亚地区联赛 | IV   |      | —      |
| 2015–16 | 巴伐利亚地区联赛 | IV   | 6    | —      |
| 2016–17 | 巴伐利亚地区联赛 | IV   | 2    | —      |
| 2017–18 | 巴伐利亚地区联赛 | IV   | 2    | —      |
| 2018–19 | 巴伐利亚地区联赛 | IV   | 1 ↑  | —      |
| 2019–20 | 丙级联赛         | III  | 1    | —      |
| 2020–21 | 丙级联赛         | III  | 17 ↓ | —      |
| 2021–22 | 巴伐利亚地区联赛 | IV   | 2    | —      |
| 2022–23 | 巴伐利亚地区联赛 | IV   | 3    | —      |

绿色 = 升级；黄色  = 冠军；红色 = 降级
DNQ = 拜仁二队未获得正赛资格;
— = 自2008-09赛季起德国俱乐部的预备队不被允许参加德国杯赛。